# Introspectie

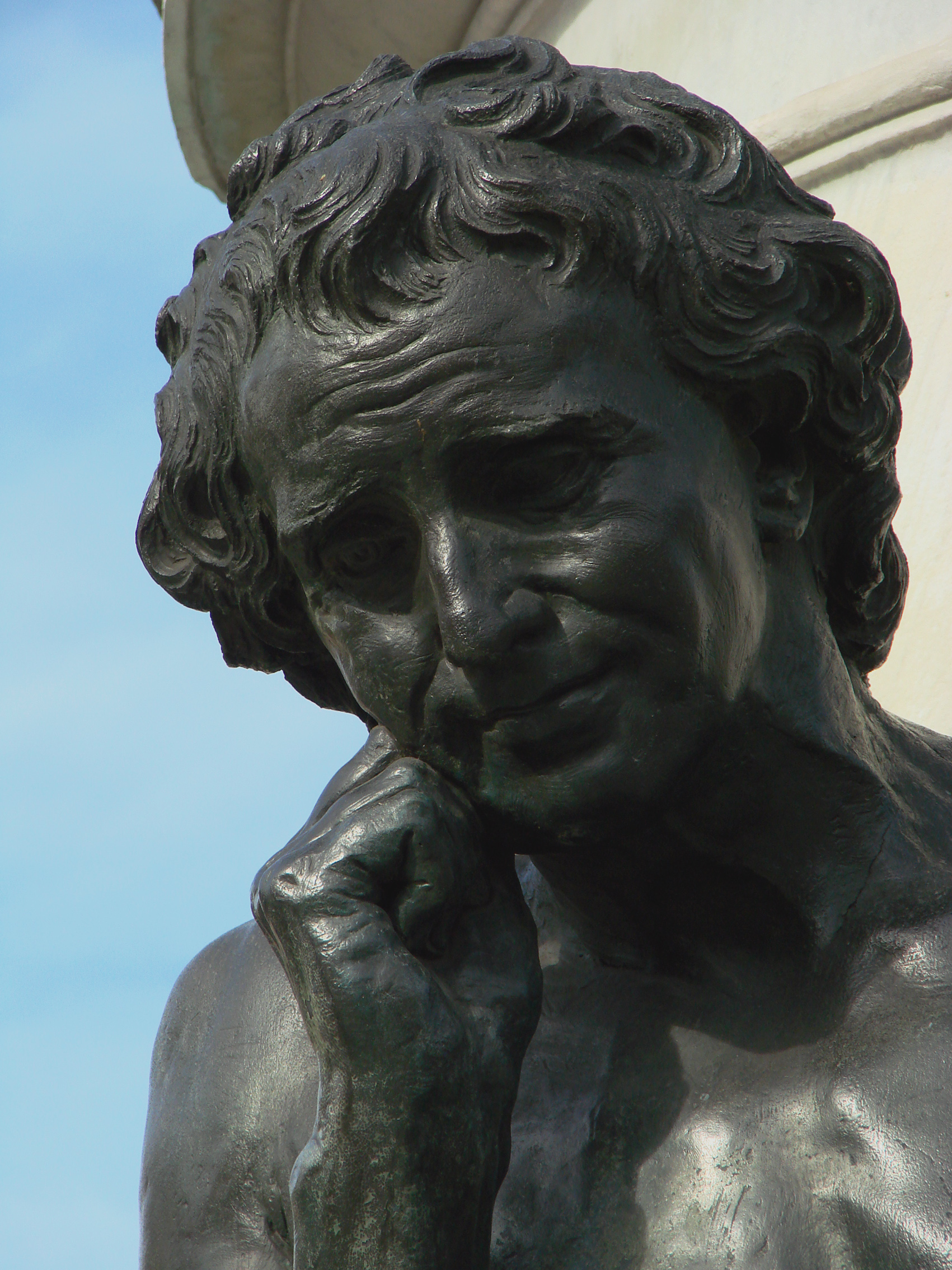
Man in introspectieve houding, een bronzen zelfportret van de Franse beeldhouwer Jean-Baptiste Pigalle (1714-1785)

Introspectie of zelfreflectie is een activiteit waarbij de eigen gedachten, gevoelens en herinneringen tot onderwerp van overdenking gemaakt worden. Reflecteren, of reflectie, is het doorgronden en herkennen van processen die bewust en onbewust plaatsvinden binnen de eigen psyche. Het gaat hierbij niet alleen om denkprocessen, maar ook om gedrag. Het heeft vaak betrekking op ervaringen en gebeurtenissen. Reflectie wordt gebruikt om gelijksoortige situaties in de toekomst beter te kunnen hanteren. In deze functie verschilt het niet veel van evaluatie.

## Achtergrond
Introspectie onderscheidt zich van reflectie in het algemeen door de nadruk die gelegd wordt op de eigen rol in gebeurtenissen:
- welke rol heb ik gespeeld in het geheel?
- welke keuzemogelijkheden had ik?
- welke keuzes heb ik gemaakt?
- waarom heb ik díé keuze gemaakt?
- hoe kijken anderen naar mijn gedrag?
- wat betekenen de antwoorden op deze vragen voor mijn gedrag in de toekomst?

Voor gebruik in de wetenschap is het noodzakelijk dat dit denken in woorden wordt vastgelegd, zodat de teksten ook door anderen geanalyseerd kunnen worden. Dit procedé werd nog niet zo lang geleden veel gebruikt bij de bestudering van denkprocessen. De Nederlandse psycholoog Adriaan de Groot maakte er bijvoorbeeld gebruik van bij de bestudering van denkprocessen van heel goede schakers.
Introspectie werd in 500 v.Chr. toegepast en onderwezen door de Boeddha. Ook in een aantal geschriften van de Vedanta (uit ditzelfde tijdperk) neemt introspectie een belangrijke plaats in.
De 16e-eeuwse Franse auteur Michel de Montaigne wordt gezien als de eerste Europese schrijver die de studie van zijn eigen gedachten en gevoelens tot onderwerp maakte van zijn geschriften: de Essais.
In het moderne beroepsonderwijs wordt, door middel van competentie-gericht leren, steeds meer de nadruk gelegd op de verantwoordelijkheid voor eigen handelen. Daarbij hoort ook dat men inzicht krijgt in de eigen motivatie om iets te doen of te laten.

## Introspectie in de psychologie
De introspectieve psychologie wordt vaak gezien als het eerste stadium van de psychologie. De introspectie zou dan als een belangrijke methode om gegevens te verkrijgen over de elementen van de menselijke geest gepromoot zijn door Wilhelm Wundt, de grondlegger van de experimentele psychologie in 1879. Deze zienswijze werd door John Broadus Watson geïntroduceerd en blijkt historisch niet helemaal te kloppen. In realiteit stamt het systematisch hanteren van introspectie in de experimentele psychologie uit het begin van de 20e eeuw, met namen als Oswald Külpe, Karl Marbe, Alfred Binet en Edward B. Titchener. Wundt was zelfs erg kritisch tegenover het introspectionisme van zijn voormalige leerlingen.
Introspectie werd door het behaviorisme verworpen als methode om inzicht te krijgen in mentale processen. Doch eigenlijk was het introspectionisme dus een vrij recent fenomeen. De Amerikaanse experimentele psychologie richtte zich reeds langer op onderzoek van reactietijden, de psychofysica en het geheugen op een meer objectieve manier. Het behaviorisme wil de onderzoeksmethode van de natuurwetenschappen toepassen op heel de psychologie, ook op innerlijke gebeurtenissen en zich afzetten tegen de introspectie. In de cognitieve psychologie wordt introspectie wél weer aanvaard als een onderzoeksmethode om na te gaan welke verborgen motieven of drijfveren het gedrag aansturen.
Een variant die veel gebruikt is in onderzoek zijn hardopdenkprotocollen waarin proefpersonen gevraagd wordt bij het uitvoeren van bijvoorbeeld een denktaak hardop te zeggen waaraan hij of zij dacht. Ook wordt introspectie in wetenschappelijk onderzoek gebruikt als een inspiratiebron voor het vormen van nieuwe hypothesen en modellen voor onderzoek. De betrouwbaarheid van introspectie en zelfinzicht, bijvoorbeeld bij getuigenverklaringen wordt echter door psychologische onderzoekers in twijfel getrokken vanwege mogelijke verdraaiingen, toevoegingen en confabulaties. Ook blijkt uit onderzoek dat mensen vaak een 'blinde vlek' hebben voor hun eigen bevooroordeeldheid, als zij het gedrag van andere mensen moeten beoordelen.